# Patricia Whittaker
Patricia Whittaker là một cựu vận động viên cricket quốc tế, người đã chơi 11 test và một trận ở ngày Quốc tế Phụ nữ cho Tây Ấn từ năm 1976 đến 1979. Là một người chơi batsman thuận tay phải và cung thủ trung bình nhanh tay phải, bà đã ghi được bốn thế kỷ Kiểm tra và nhận được 25 bấc ở mức trung bình dưới 20.